# Бедзик Дмитро Іванович

Дмитро́ Іва́нович Бе́дзик (1 листопада 1898, с. Вільхівці — 27 листопада 1982, м. Київ) — український прозаїк, драматург, журналіст

## Життєпис
Народився у Вільхівцях Сяніцького повіту в Галичині (нині Бещадський повіт, Підкарпатське воєводство, Польща) у бідній селянській родині.
Навчався в гімназії Бучача (або ремісничо-будівничій школі при монастирі оо. Василіян). У 1915 р. при відступі російських військ з Галичини разом з ешелоном біженців потрапив до Росії, назавжди розлучившись з рідною домівкою. У 1919 р. закінчив Гнідинське сільськогосподарське училище, у 1926 р. — філологічний факультет Харківського інституту народної освіти. Був членом спілки селянських письменників «Плуг» та літературної організації «Західна Україна». Працював агрономом, учителем, журналістом.
У творах передвоєнного періоду «Люди! Чуєте?», «Крик землі», «Хто кого», «Арсенальці» зображено пафос революції, класову боротьбу в Україні в перші роки радянської влади. Учинкам радянських людей у війні присвячено роман «Дніпро горить». Великі зрушення в колгоспному селі, трудові будні українських селян, їх духовне зростання показано в романі «Хлібороби».
У роки Німецько-радянської війни — спецкор газети «Радянська Україна», з 1944 р. — директор Корсунь-Шевченківського музею військової слави.
Член Спілки письменників України, жив у Києві.
В журналі «Перець» № 20 за 1978 рік розміщено дружній шарж А. Арутюнянца.

## Відзнаки
Нагороджений орденами Дружби народів, «Знак Пошани», медалями.

## Творчий доробок
Друкуватися почав у 1924 р.

### Трилогія з життя лемків «Украдені гори»
Значну увагу присвятив рідній Лемківщині. У 1971 р. відвідав Бучач, Монастириська, Тернопіль, село Велеснів, збираючи матеріали для написання трилогії «Украдені гори». В першій книзі від імені героя В. Юркевича розповів про своє навчання в Бучачі. В трилогію входять:
- «Украдені гори» (1969) — про події перед Першою світовою війною та на початку війни;
- «Підземні громи» (1971) — про події 1915—1917 рр., що відбувалися одночасно і на Лемківщині, і на Східній Україні;
- «За хмарами зорі» (1972) — про події 1917—1919 рр. на Лемківщині, в Києві, Петрограді.

### П'єси
- «Люди! Чуєте?», «Шахтарі» (1924)
- «Чорнозем ожив», «За кулісами церкви» (1925)
- «Перша купіль» (1926)
- «Хто кого?» (1927)
- «Цвіркуни», «Культурна сила» (1929)
- «Ружа» [Архівовано 5 серпня 2020 у Wayback Machine.] (1938)
- «Чарівна сопілка» (1941)
- «Вибрані п'єси» (1957), «Дружба» (1961) та інші.

### Збірки оповідань і нарисів
- «До сонця» (1926),
- «Уланський горець» (1932),
- «Кров за кров» (1941),
- «Корсунь-Шевченківське побоїще» (1944),
- «Плем'я нескоримих» (1949).

### Повісті і романи
- «Студені води» (1930, 1968),
- «У творчі будні» (1931),
- «Дніпро, горить» (1948),
- «Оповідання про Олега Кошового» (1950),
- «Серце мого друга» (1964),
- трилогії «Украдені гори», «Сполох» (1983) та інші.

Автор статті «Поет у Києві» (1944), присвяченої діяльності Тараса Шевченка до заслання.

## Твори
- Люди! Чуєте? Харків, 1924;
- Комедії, драми. Харків, 1930;
- Арсенальці. К., 1939;
- Дніпро горить. Хлібороби. К., 1958;
- Останній вальс. К., 1959.